# Gabinete von Papen
El Gabinete von Papen constituyó el gobierno de jure de la República de Weimar entre el 3 de junio de 1932 y el 3 de diciembre de 1932, Los contemporáneos se convirtieron en el gabinete, que el noble Franz von Papen presidió como canciller estuvo formado casi exclusivamente por partidarios de antecedentes nobles o académicos, también burlonamente conocidos como el Gabinete de los Barones. Según un exempleado de Papen, Fritz Günther von Tschirschky, el nombre fue dado por el Ministro de propaganda nacionalsocialista Joseph Goebbels, creado y luego adoptado por los opositores socialdemócratas y comunistas del gobierno.

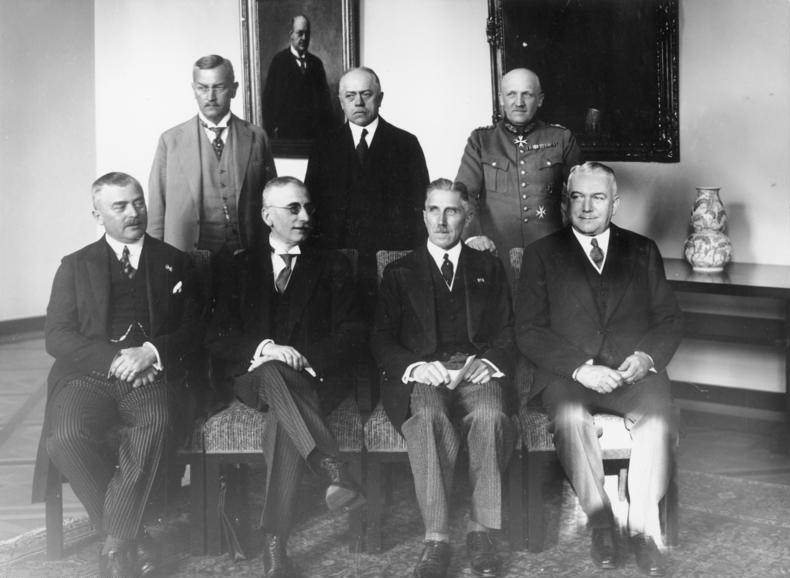
Algunos miembros del gabinete de von Papen; de izquierda a derecha, parados: Franz Gürtner, Hermann Warmbold, Kurt von Schleicher; sentados de izquierda a derecha: Magnus von Braun, Wilhelm Freiherr von Gayl, Franz von Papen, Konstantin von Neurath.

## Historia
El Gabinete von Papen se formó por iniciativa del político Kurt von Schleicher, que también había sido seleccionado por Papen. Además de los miembros no partidarios, solo unos pocos ciudadanos alemanes estaban representados en el gobierno, al que contribuyeron tres ministros. La mayoría de los miembros del gobierno eran prácticamente desconocidos para el público en general en el momento de su nombramiento. Incluso los conservadores vieron en el gobierno solo una solución temporal. El publicista de derecha Edgar Julius Jung, Por ejemplo, cuando un amigo le presentó la Lista del Gabinete en una conferencia frente al Dortmunder Industrieklub el 1 de junio, dijo: "Los conozco casi todos, son cifras que pasan. Este gobierno tiene un carácter transitorio, ¿Qué vendrá después de él?".
El gabinete presidencial solo podría durar medio año. La razón de esto fue que no alcanzó la mayoría en el Reichstag y el Presidente Paul von Hindenburg después de que Kurt von Schleicher, considerara el Plan de Ott una violación de la constitución al ignorar un voto de no confianza en el Reichstag o un golpe de Estado demasiado peligroso. Finalmente fue reemplazado por el Gabinete von Schleicher.

## Composición
El gabinete estaba compuesto por los siguientes ministros:
| Cargo                             | Titular                         | Periodo                                        | Partido       |
| --------------------------------- | ------------------------------- | ---------------------------------------------- | ------------- |
| Reichspräsident                   | Paul von Hindenburg             | 1 de junio de 1932 – 3 de diciembre de 1932    | Independiente |
| Canciller                         | Franz von Papen                 | 1 de junio de 1932 – 3 de diciembre de 1932    | Independiente |
| Ministro de Relaciones Exteriores | Konstantin von Neurath          | 2 de junio de 1932 – 3 de diciembre de 1932    | Independiente |
| Ministro del Interior             | Wilhelm von Gayl                | 2 de junio de 1932 – 3 de diciembre de 1932    | DNVP          |
| Ministro de Finanzas              | Lutz Graf Schwerin von Krosigk  | 2 de junio de 1932 – 3 de diciembre de 1932    | Independiente |
| Ministro del Reichswehr           | Kurt von Schleicher             | 1 de junio de 1932 – 3 de diciembre de 1932    | Independiente |
| Ministro de Economía              | Hermann Warmbold                | 1 de junio de 1932 – 3 de diciembre de 1932    | Independiente |
| Ministro de Agricultura           | Magnus von Braun                | 1 de junio de 1932 - 3 de diciembre de 1932    | DNVP          |
| Ministro de Justicia              | Franz Gürtner                   | 2 de junio de 1932 – 3 de diciembre de 1932    | DNVP          |
| Ministro de Trabajo               | Friedrich Syrup                 | 1 de junio de 1932 – 3 de diciembre de 1932    | Independiente |
| Ministro de Asuntos Postales      | Paul Freiherr von Eltz-Rübenach | 1 de junio de 1932 – 3 de diciembre de 1932    | Independiente |
| Ministro de Transporte            | Paul Freiherr von Eltz-Rübenach | 1 de junio de 1932 – 3 de diciembre de 1932    | Independiente |
| Ministro de Empleo                | Hermann Warmbold                | 5 de junio de 1932 – 3 de diciembre de 1932    | Independiente |
| Ministro de Empleo                | Hugo Schäffer                   | 6 de junio de 1932 - 3 de diciembre de 1932    | Independiente |
| Ministros sin cartera             | Franz Bracht                    | 29 de octubre de 1932 - 3 de diciembre de 1932 | Independiente |
| Ministros sin cartera             | Johannes Popitz                 | 29 de octubre de 1932 – 3 de diciembre de 1932 | Independiente |